# Myopias breviloba
Myopias breviloba é uma espécie de formiga do gênero Myopias, pertencente à subfamília Ponerinae.